# Екзистенційна фізика
Екзистенційна фізика (англ. Existential Physics: A Scientist's Guide to Life's Biggest Questions) — науково-популярна книга фізика-теоретика Сабіни Госсенфельдер, опублікована видавництвом Viking Press 9 серпня 2022 року. Книга зосереджений на обговоренні різноманітних екзистенційних та етичних питань, пов'язаних з науковими темами, і поясненні їх зв'язку з поточними науковими дослідженнями або розвінчанні їх актуальності чи можливості будь-коли дати на них наукові відповіді.

## Зміст
Кожен розділ книги розглядає окрему наукову або «ненаукову» тему: від таких філософських наукових питань, як передбачуваність, сенс життя та існування свободи волі, до таких ненаукових на думку авторки питань, як існування Бога, мультивсесвіт та «віра в те, що субатомні частинки мають свідомість». Розділи перемежовуються чотирма інтерв'ю з науковцями з різних галузей фізики, які пропонують власну точку зору на розглядувані питання.
Книга починається з передмови, яка містить попередження про психічне здоров'я, бо зміст кидає виклик особистим переконанням читачів, а Госсенфельдер описує себе як «язичницю-агностикиню». Це повідомлення також містить заяви про те, що деякі духовні вірування узгоджуються з нашим нинішнім розумінням фізики і не зазнають впливу від подібних досліджень, а деякі навіть підтримують наше колективне знання з цієї теми. Другий розділ обговорює, як виник Всесвіт, і як він може закінчитись, слугуючи загальним оглядом історії космології. Третій розділ досліджує другий закон термодинаміки, час і ентропію в контексті питання, чому ми старіємо, а не молодшаємо.
Кілька розділів, у тому числі четвертий, шостий і дев'ятий, присвячені питанню свободи волі та тому, що таке свідомість, а також редукціонізму та детермінізму. П'ятий розділ розглядає багатосвітову інтерпретацію і намагається зрозуміти, чи може наука взагалі досліджувати таку тему. Включено епілог, який завершується запитанням «Чи створений Всесвіт для нас» і обговоренням антропного принципу та того, як фізичні спостереження можуть спотворювати наше розуміння існування життя.

## Критика
Джуліан Баггіні у «Wall Street Journal» сказав, що книга є «інформованим і цікавим путівником по тому, що наука може, а що не може нам сказати» і що, хоча Госсенфельдер може бути «надто самовпевненою» у деяких моментах, читач «швидко пробачить їй», оскільки спроба поєднати «турботи людського світу та спантеличливу складність фізики» дає їй на це право. Зважаючи на те, що книга зосереджена на «відділенні реальності від нісенітниці», Kirkus Reviews каже, що книга містить «дуже впевнені та переконливі аргументи» та вважає, що вона добре доповнює книгу Девіда Дойча «Початок нескінченності». Рецензент Library Journal Кетрін Ланц рекомендувала цю книгу для пояснення «питань, на які сучасна наука може і не може відповісти», і що ті, хто хоче більше знати про філософію науки, повинні прочитати її.
Бетанн Патрік у Los Angeles Times назвала «Екзистенціальну фізику» найцікавішою книгою місяця. Ліза Азіз-Заде зазначила у «Science», що книга є «ідеальним місцем», щоб почати ставити та розуміти «важливі питання життя з точки зору фізики», але шкодувала, що книга не охопила більшої кількості тем. Фелікс Гаас у «World Literature Today» похвалив книгу, сказавши, що вона «ще більше утверджує свого автора як маяк ясності та розсудливості» і що вона виступає як «безцінний ресурс» для тих, хто хоче дізнатися, як фундаментальна фізика може «сприяти відповіді на найбільш фундаментальні запитання нашої онтології».
Редактор «Physics World» Геміш Джонстон зазначив, що, хоча когось може стурбувати, що книга заохочує до сумнівів у самому науковому методі, бажання Госсенфельдер запропонувати «краще зрозуміти обмежень науки» звучить «голосно та чітко» та змушує «задуматися про науковий метод і великі запитання життя». У журналі «Physics Education» Рік Маршалл назвав книгу «особистою розповіддю», яка бере читача у «спонукаючу до роздумів» мандрівку, хоча й висловив побажання, щоб ідеї віри в істинність тих чи інших тверджень та релігійної віри не використовувалися як синоніми. Джордж Кендалл у «Booklist» назвав книгу «вражаючою» та «необхідною для прочитання всім, хто розмірковує про сенс буття».